# Koninklijke Lebbeekse Atletiekclub
Koninklijke Lebbeekse Atletiekclub, kortweg Lebbeekse AC, is een Belgische atletiekclub uit Lebbeke.

## Historiek
Op 1 februari 1955 werd Atletiek Club Lebbeke Kruis (ACLK) opgericht. Er werd vooral gericht op deelname aan veldlopen en stratenlopen. De eerste organisatie van de club was een eigen veldloop. In 1966 besloot de club zelf een atletiekpiste aan te leggen. De huidige atletiekpiste ligt op dezelfde locatie als waar de eerste atletiekpiste werd aangelegd.
Omstreeks 1970 werd de naam van de club gewijzigd naar 'Atletiekclub Lebbeke'. In 2005 werd de titel Koninklijke, naar aanleiding van het vijftigjarig bestaan, toegevoegd aan de naam.
In de jaren '90 en begin jaren 2000 scheidde een groep atleten zich af van de club. Zij gingen verder als Lebbeekse Atletiek Toekomst (LAT). Omstreeks september 2019 werd bekendgemaakt dat Atletiekclub Lebbeke zou fuseren met deze eerder afgescheiden club. De naam zou veranderen naar Koninklijke Lebbeekse Atletiekclub, maar de afkorting bleef LEBB.

## Accommodatie
Lebbeekse Atletiekclub maakt gebruik van de atletiekpiste op het gemeentelijk sportcomplex van Lebbeke. De piste werd in 2006 volledig heraangelegd in Mondo, telt 6 banen rondom en 8 banen op het rechte stuk.
De club heeft een eigen clubkantine met secretariaat, materiaalruimte, keuken en sanitair. Daarnaast is er een toren die tijdens atletiekmeetings kan gebruikt worden voor de fotofinish.

## Wedstrijden
Jaarlijks organiseert de vereniging de Bosmarathon, de Nationale Veldloop en verschillende pistewedstrijden. Enkele belangrijke wedstrijden die vaak in Lebbeke georganiseerd worden zijn provinciale, Vlaamse en Belgische kampioenschappen, Bekers van Vlaanderen en manches van het Oost-Vlaams Atletiekcriterium.
In 2020 kreeg de club het Kampioenschap van Vlaanderen alle categorieën toegewezen. Deze wedstrijd werd omwille van de coronapandemie afgelast, maar Lebbeekse AC mocht de organisatie in 2021 opnieuw opnemen. Op 23 mei 2021 vond de wedstrijd plaats als het eerste Belgische COVID-19-testevenement in de sport. Alle atleten moesten maximaal 48 uur voor aanvang een PCR-test ondergaan en de 500 toeschouwers kregen een sneltest in een speciaal hiervoor ingerichte testzone.
Een overzicht van Vlaamse en Belgische kampioenschappen georganiseerd door Lebbeekse AC:
| Kampioenschap           | Jaar        |
| ----------------------- | ----------- |
| Vlaams kampioenschap AC | 2020*, 2021 |
| BK JUN/BEL              | 2019        |
| BK CAD/SCHOL            | 2022        |
| BK estafette JUN        | 2022        |
| BK Masters              | 2014        |

*De wedstrijd werd geannuleerd vanwege de Coronapandemie.

## Bekende (ex-)atleten
- Tim Clerbout
- Kris De Ridder
- Dries De Smet
- Lotte Hellinckx
- Heidi Mariën
- Julien Michiels

- Roland Moens
- Mariska Parewyck
- Lucien Rottiers
- Jan Sebille
- Jan Van Den Broeck

- Lander Van Droogenbroeck
- Riet Vanfleteren
- Maarten Van Steen
- Astrid Verhoeven
- François Willems